# Circuito urbano de Pekín
El Circuito Urbano de Pekín es la denominación de distintos circuitos de carreras callejeros ubicados en la ciudad de Pekín, República Popular de China.

## Yizhuang
El A1 Grand Prix disputó una fecha de la temporada 2006/07 en noviembre de 2007 en las calles de Yizhuang, un suburbio 15 km al sureste del centro de Pekín. El trazado de 3040 metros de extensión lo diseñó Hermann Tilke. 
La pista tuvo serios problemas de seguridad. La horquilla era demasiado angosta y cerrada, lo que motivó que para el día de la carrera acortaran esa sección de la pista. Además se desprendieron tapas de alcantarillas y anuncios publicitarios.

## Shunyi
Para mantener la actividad después de los Juegos Olímpicos, el distrito de Shunyi invirtió 300 millones de yuanes para construir un circuito de 2720 metros de longitud alrededor del Parque Olímpico de Remo-Piragüismo de Shunyi.
El circuito fue inaugurado en octubre de 2010, cuando albergó una prueba de la Temporada 2010 de Superleague Fórmula, dicha ronda no otorgó puntos al campeonato al considerarse una carrera de exhibición.

## Chaoyang
El Campeonato Mundial de GT1 disputó en septiembre de 2011 una carrera de exhibición en el distrito de Chaoyang, alrededor de varios edificios del Parque Olímpico de Pekín, como el Estadio Nacional de Pekín y el Centro Acuático Nacional de Pekín. Los organizadores de la carrera pretenden repetir la carrera pero como fecha puntuable del certamen.
En 2014 se realizó en Chaoyang la primera carrera de monoplazas eléctricos, el ePrix de Pekín como fecha puntuable de la Fórmula E.